# Myelochroa macrogalbinica
Myelochroa macrogalbinica är en lavart som beskrevs av Divakar, Upreti & Elix. Myelochroa macrogalbinica ingår i släktet Myelochroa och familjen Parmeliaceae.   Inga underarter finns listade i Catalogue of Life.